# Ханчхоннён
«Ханчхоннён (Южнокорейская фередация университетских студенческих советов)» (кор. 한국대학총학생회연합) — про-северокорейская организация ультралевых студентов в Республике Корея. «Ханчхоннён» поддерживает объединение Корейского полуострова под началом Северной Кореи и революционное ниспровержение государственной системы Республики Корея. Общественное мнение в Республике Корея в целом отрицательно относится к Ханчхоннёну, считая его целью свержение южнокорейской государственной системы. Ханчхоннёну был криминализован в соответствии с Законом о национальной безопасности 1999 года по обвинению в про-северокорейской деятельности. Северокорейский «Национальный альянс молодежи и студентов для объединение Родины (Помчхон ханнён)» рассматривает Ханчхоннён как своё отделение на юге.
Штаб-квартиры организации находятся в университете Корё (Сеул) и Чоннамском национальном университете. (Кванджу). Она была организована в начале 1993 года как перестройка студенческой организации «Общегосударственный студенческий союз».